# Just What I Am
Just What I Am è un singolo del cantante statunitense Kid Cudi pubblicato il 2 ottobre 2012 come primo estratto dall'album Indicud.
Il brano, che vede la collaborazione del rapper statunitense King Chip, è stato scritto da Charles Worth e Scott Mescudi e prodotto da quest'ultimo.

## Tracce
Download digitale
1. Just What I Am (Edited) – 3:48
2. Just What I Am (Explicit) – 3:48

## Classifiche
| Classifica (2012) | Posizione massima |
| ----------------- | ----------------- |
| Australia         | 32                |
| Francia           | 189               |
| Stati Uniti       | 74                |